# Bükkfa-tapló
A bükkfatapló (Fomes fomentarius) az Agaricomycetes osztályának taplóalkatúak (Polyporales) rendjébe, ezen belül a likacsosgombafélék (Polyporaceae) családjába tartozó, Eurázsiában, Afrikában és Észak-Amerikában elterjedt, nagy, feltűnő termőtestet növesztő taplógombafaj.

## Elterjedése és termőhelye
Eurázsiában, Észak-Amerikában keleti felén, valamint Észak- és Dél-Afrikában honos. Magyarországon gyakori.
Lombos erdők elhalt vagy legyengült fatörzsein (leginkább bükkön, de más lombos fákon is, fenyőn elvétve) él, amelynek anyagában fehér korhadást okoz. A termőtestek egész évben megtalálhatóak, általában egyesével vagy néhányadmagával.

## Megjelenése
A bükkfatapló termőteste igen nagyra is megnőhet, szélessége 10-40 cm, vastagsága 5-25 cm és 5-25 cm-re nyúlik ki a fa törzséből. Kezdetben kagyló alakú, de az évek során inkább vastagságában gyarapodik, így egyre inkább patára emlékeztet. Felszíne csupasz és kemény, sugarasan és körkörösen is ráncolt. Széle lekerekített, a növekedésben levő réteg fehéres. Színe fiatalon okker- vagy vörösbarna, az idősebb részek szürkék. Húsa kemény, vastag, fás. Színe világosbarna, zónázott; erősen gombaszagú és kesernyés ízű.
Termőrétege (trámája) pórusos (3-4 pórus/mm), évente egymásra rétegződik, egy réteg kb 2-5 mm-es. Színe krémszínű, majd okkerbarna lesz; sérülésre megbarnul.
Spórapora halványsárgás. Spórái megnyúlt ellipszis alakúak, sima felületűek, méretük 15-20 x 5-7 μm.

### Hasonló fajok
A szegett taplóval lehet összetéveszteni, amely inkább fenyőn, nyíren és égeren terem, fehér széle fölött mindig van egy vörösbarnás lakkszerű sáv és termőrétege világosabb.

## Felhasználása
Nem ehető.    
A kiszárított bükkfataplót régen tűzgyújtáshoz használták, a szálas rész könnyen lángrakap, míg a keményebb részek órákig parázslanak. Megtalálták az 5 ezer évvel ezelőtt meghalt, jégbefagyott ember, Ötzi holmijai között is.    
A jó nedvszívó képességű szálas taplóanyagot a borbélyok és seborvosok a vérzés elállítására alkalmazták, a háziasszonyok tűpárnaként használták, mert a tűk nem rozsdásodtak meg benne. Ma a műlegyes horgászatban a legyeket szárítják vele.    
A gyógyászatban évezredek, már az ókori görögök óta ismert. Vérzéscsillapító, gyulladáscsökkentő, fájdalomcsillapító, fertőzésterjedést gátló, vércukor- és koleszterinszintcsökkentő hatásokat tulajdonítanak neki. A magyar népi gyógyászatban főként vérzéscsillapításra használták, sebtapasz helyett, főleg a Székelyföldön.   
Csehországban a nemezzé döngölt rostos taplóanyagból kalapot készítenek. Hasonló célra, bőr módjára használják Korondon is.

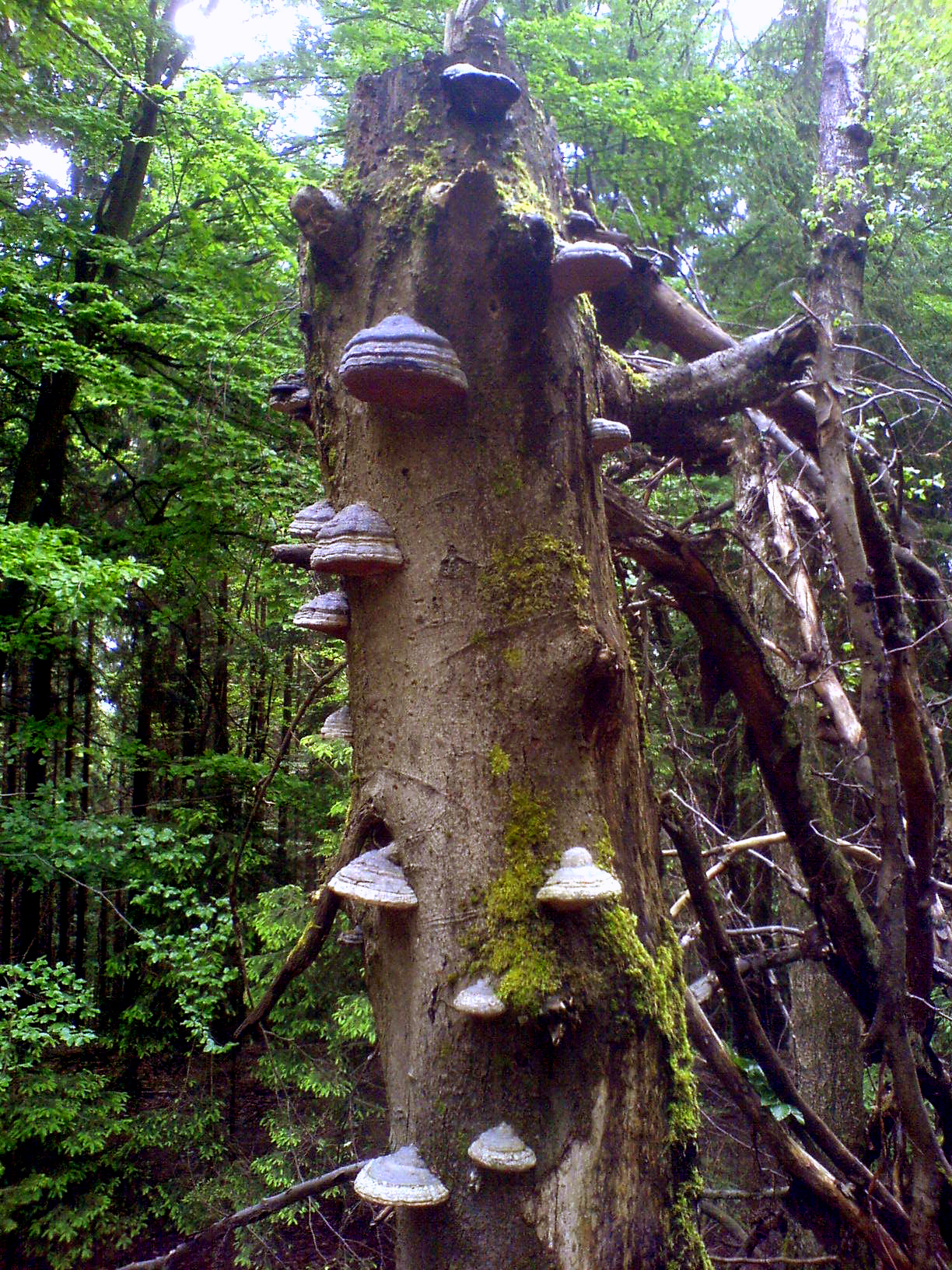
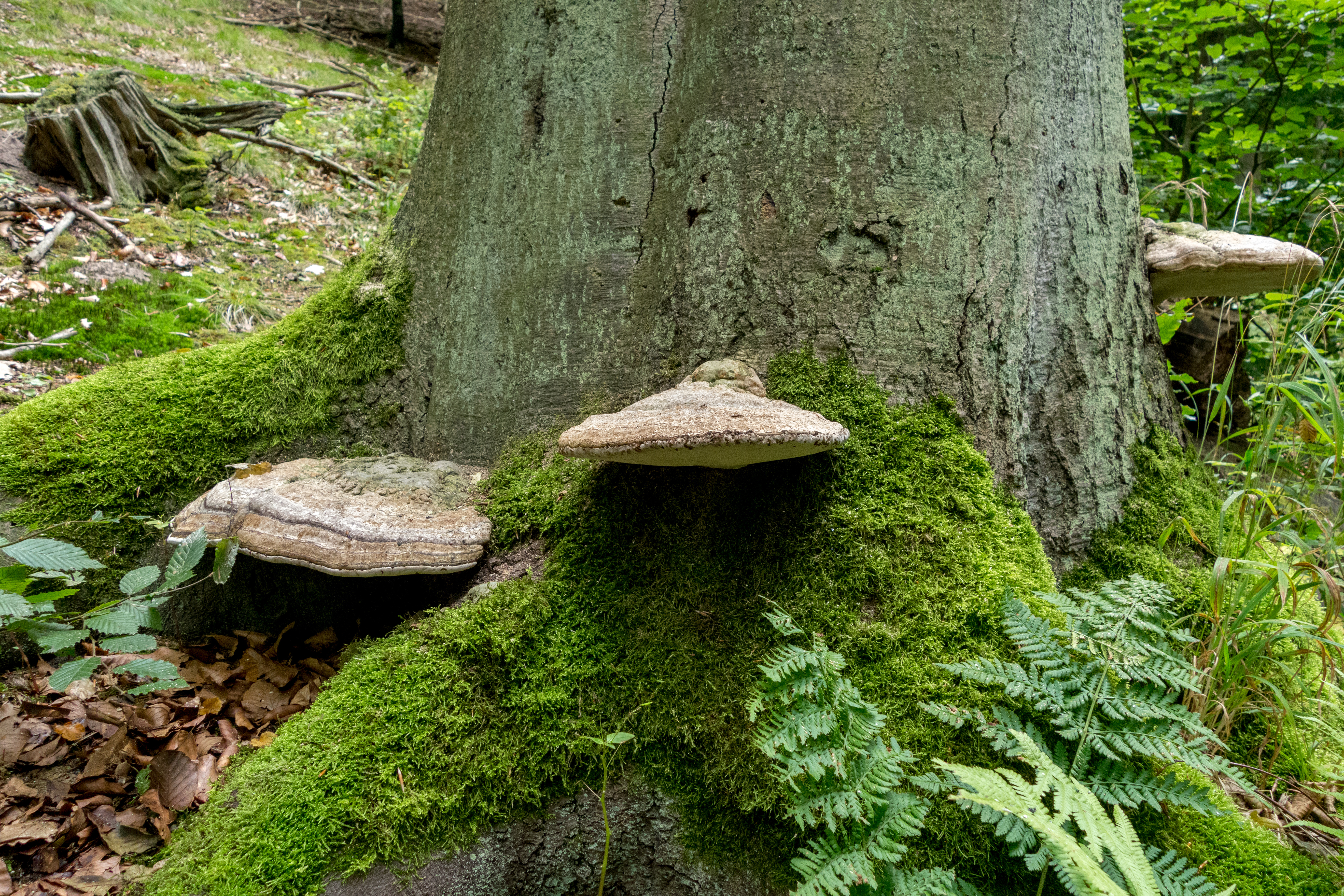
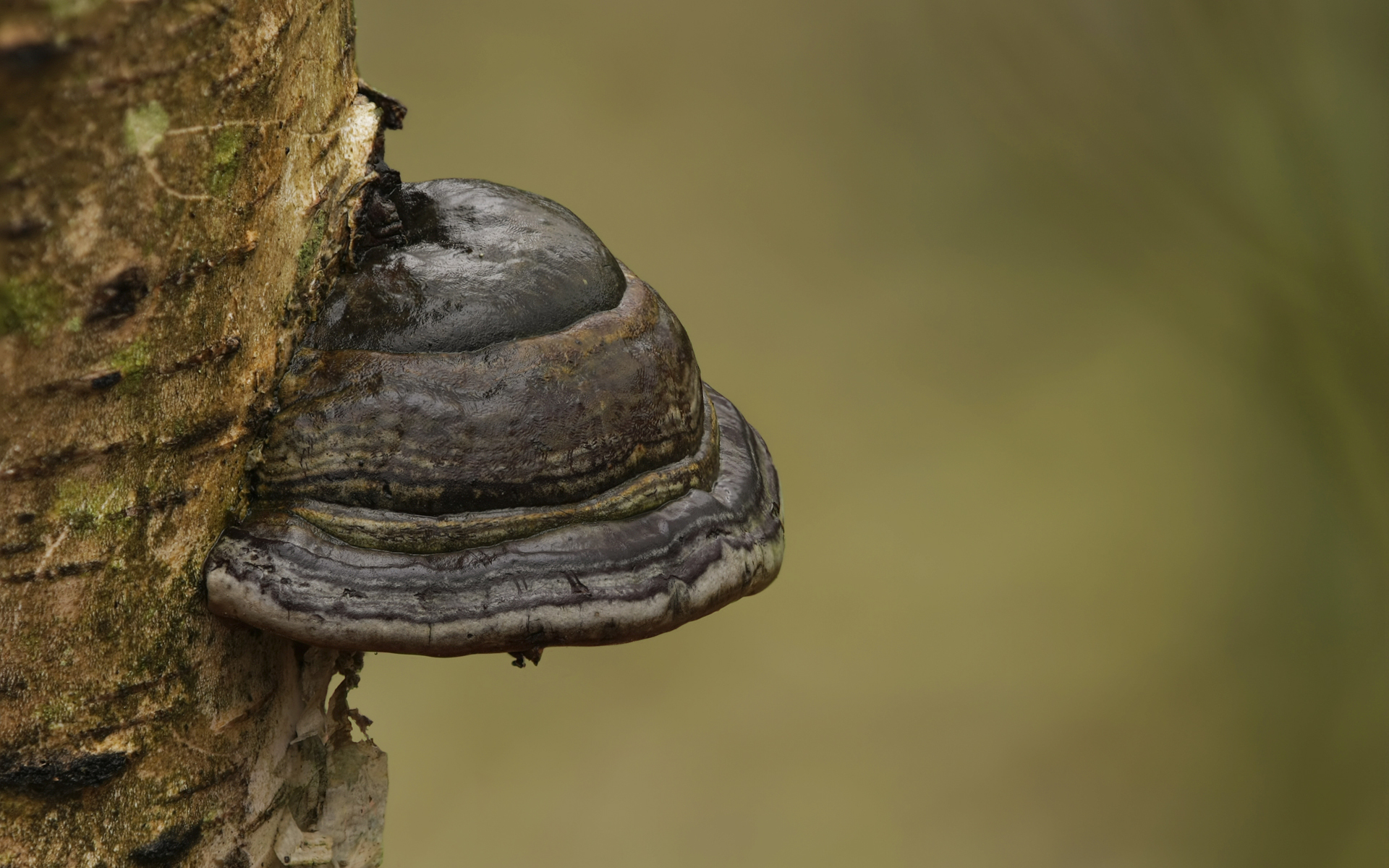
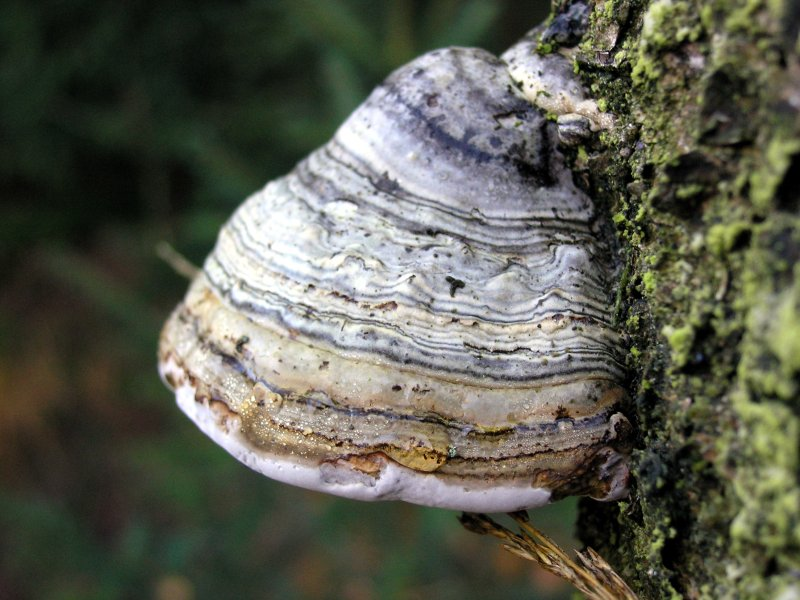
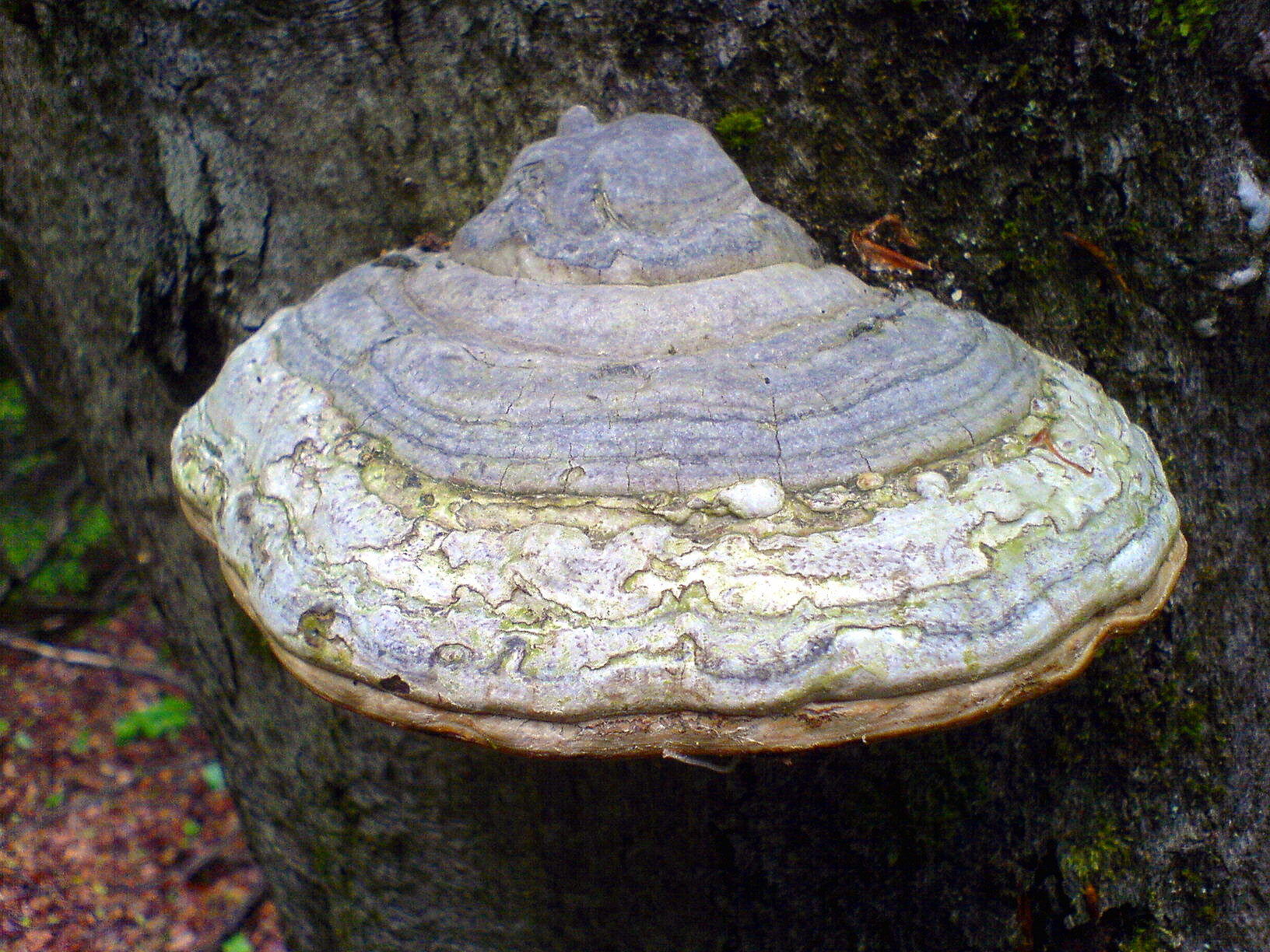